# El cinéfilo
El cinéfilo es la primera novela de Walker Percy, publicada en los Estados Unidos por Alfred A. Knopf en 1961. 
Ganó el Premio Nacional del Libro de Estados Unidos.  Time incluyó la obra en su lista "Time 100 mejores novelas en inglés de 1923 a 2005".  En 1998, la Biblioteca Moderna clasificó a El cinéfilo en el puesto sexagésimo de su lista de las cien mejores novelas en inglés del siglo XX. En 2009, el periódico británico The Guardian incluyó la novela en su lista de las 1.000 novelas que todo el mundo debe leer.  Fue publicada en el Reino Unido por Methuen. 
La novela está fuertemente influenciada por los temas existencialistas de autores como Søren Kierkegaard, a quien Percy leyó extensamente.  A diferencia de muchas novelas existencialistas didácticas oscuras (incluido el trabajo posterior de Percy), El cinéfilo tiene un ligero tono poético. Fue la novela de Percy más famosa y la más elogiada, y lo estableció como una de las voces más importantes de la literatura sureña. El libro también se basa en elementos de Dante al comparar los temas de la vida de Binx Bolling con los del narrador de la Divina comedia.
Dijo Percy en la ceremonia de entrega del Premio Nacional del libro: “En resumen, el libro intenta una modesta reafirmación de la noción judeocristiana de que el hombre es más que un organismo en un entorno, más que una personalidad integrada, más incluso que un individuo maduro y creativo, como dice la frase. Es un caminante y un peregrino”. 

## Trama
El cinéfilo cuenta la historia de Jack "Binx" Bolling, un joven corredor de bolsa en la Nueva Orleans de la posguerra. El declive de la tradición en el sur de Estados Unidos, los problemas de su familia y sus traumáticas experiencias en la guerra de Corea lo han dejado alienado de su propia vida. Sueña despierto constantemente, tiene problemas para entablar relaciones duraderas y encuentra más significado e inmediatez en el cine y la literatura que en su propia vida rutinaria.
La trama flexible de la novela sigue al propio cinéfilo, Binx Bolling, que necesita desesperadamente redención espiritual. En Mardi Gras, rompe con su enjaulada vida cotidiana y se lanza a un viaje, a una búsqueda, a una "búsqueda" de Dios. Sin ninguna brújula mental ni sentido de orientación, deambula por las calles del Barrio Francés de Nueva Orleans y de Chicago, y luego viaja por la costa del Golfo, interactuando con su entorno a medida que avanza. Tiene momentos filosóficos, reflexiona sobre las personas y las cosas que encuentra en el camino. Se ve constantemente desafiado a definirse a sí mismo en relación con sus amigos, su familia, su pareja y su carrera, a pesar de su necesidad de permanecer vago y abierto a las posibilidades. 

"¿Cuál es la naturaleza de la búsqueda?" usted pregunta. Realmente es muy sencillo; al menos para un tipo como yo. Tan simple que fácilmente pasa desapercibido. La búsqueda es lo que cualquiera emprendería si no estuviera hundido en la cotidianidad de su propia vida.

## Personajes
- A John Bickerson "Binx" Bolling, llamado Jack por su tía, pero Binx por sus amigos, le falta una semana para cumplir 30 años al comienzo del libro. Su hermano mayor Scott murió de neumonía cuando Binx tenía ocho años. Estudió biología en Tulane y fue herido en el río Chongchon en la guerra de Corea, recibió un disparo en el hombro que lo dejó inconsciente durante dos días.
- Jack Bolling, el padre de Binx, era un médico que estudió medicina y cirugía en Boston, regresó a Feliciana Parish para ejercer la medicina con su padre. Se ofreció como voluntario para la RCAF en 1940 y murió en Creta antes de que Estados Unidos entrara en la Segunda Guerra Mundial.
- Anna Smith (de soltera Bolling, de soltera Castagne), la madre de Binx, que conoció a Jack cuando la asignaron a trabajar como su enfermera en Feliciana Parish.
- Emily Cutrer (de soltera Bolling), de 65 años, a quien se refiere como su tía y principal figura materna, es en realidad su tía abuela.
- Kate Cutrer, de 25 años, hijastra de su tía, y por tanto prima suya, vive actualmente con su padre y su madrastra. Cuando tenía 19 años, en el otoño de 1955, ella y su prometido en ese momento sufrieron un accidente automovilístico y él murió. Subir a un autobús a la mañana siguiente para regresar a casa fue el momento más feliz de su vida.
- Sharon Kincaid, secretaria de Binx, una joven de Eufala, Alabama.
- Tío Jules Cutrer, marido de tía Emily. Era viudo y tenía su hija Kate cuando Emily se casó con él.
- Walter Wade es el prometido de Kate, tiene 33 años y socio principal de un bufete de abogados especializado en derecho de arrendamiento de petróleo. Originario de Clarksburg, Virginia Occidental, asistió a Tulane, donde era hermano de Binx en una fraternidad universitaria. Él y Binx también asistieron juntos a la escuela preparatoria en New Hampshire.

## Recepción
Fran G. Matute resaltó en El Cultural: "En los pasajes finales de El cinéfilo (1961), el protagonista Binx Bolling va con su pareja a ver la película La ciudad frente a mí (Vincent Sherman, 1959). En ella, Paul Newman "es un tipo joven e idealista que se desilusiona y se vuelve cínico y calculador". Se podría decir, grosso modo, que a Bolling le ocurre como a Newman. Tras combatir en la Guerra de Corea, la vuelta a la vida civil se le atraganta: "toda la gente amable me parece muerta; solo los que odian me parecen vivos", afirma. El cine parece ser lo único capaz de generar en él cierta empatía. Por este motivo, tiene su lógica que sea en la gran pantalla donde Bolling se tope con un personaje similar a él, minutos antes de que una terrible ráfaga de viento anuncie que algo malo va a pasar. La vida, parece decirnos Walker Percy (1916-1990) en su novela, no puede evitar ser en ocasiones de lo más cinematográfica." 
Paul Elie, señaló en The New Yorker que: “Mientras agonizo y Sangre sabia, y más tarde La conjura de los necios y El color púrpura y Fishboy: las novelas son tremendamente atípicas. Pero la originalidad de El cinéfilo es más paradójica que la de ellos. A diferencia de las novelas del sur que tienen algo de esa cualidad elevada que llegó a llamarse gótica, El cinéfilo se vuelve atípica a través de su escrutinio de lo típico. Toma la experiencia ordinaria (“cotidianidad”, la llama Binx) y la convierte en objeto de una investigación filosófica intermitente. Promete un cinéfilo típico pero ofrece el inimitable Binx. Recuerda las categorías literarias alejándose de ellas [...] Es una novela católica (la acción principal tiene lugar en los días previos al miércoles de ceniza) y, sin embargo, cuyo protagonista no se considera muy católico, sino un escéptico cuya “incredulidad fue invencible desde el principio”, quien nos dice: 'Solo tengo que escuchar la palabra Dios y se baja un telón en mi cabeza'”.
Frederick R. Karl destacó los elementos existencialistas del libro: "Es obvio que El cinéfilo es una representación baudelariana actualizada y renovada del hastío, la desesperación, y el abismo. Es una fantasía cómica, pero a lo largo de ella narrador lucha por individualizarse, lucha contra los clichés de ambición, devoción, orden y discreción, que ha escuchado toda su vida y que no tiene ningún significado real para él." 

## Versión cinematográfica
Durante la década de 1980 , Terrence Malick trabajó en una adaptación cinematográfica, pero finalmente la abandonó.  En diciembre de 2005, meses después de la destrucción causada por el huracán Katrina, Malick explicó: "No creo que la Nueva Orleans del libro exista más". 